# Paul Abraham

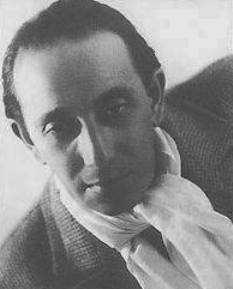
Paul Abraham (um 1931)

Paul Abraham, ungarisch Ábrahám Pál (* 2. November 1892 in Apatin, Königreich Ungarn, Österreich-Ungarn; † 6. Mai 1960 in Hamburg), war ein ungarisch-deutscher Komponist. In Deutschland nannte er sich Paul Abraham. Er schrieb vornehmlich Operetten.

## Leben

### Leben bis 1933

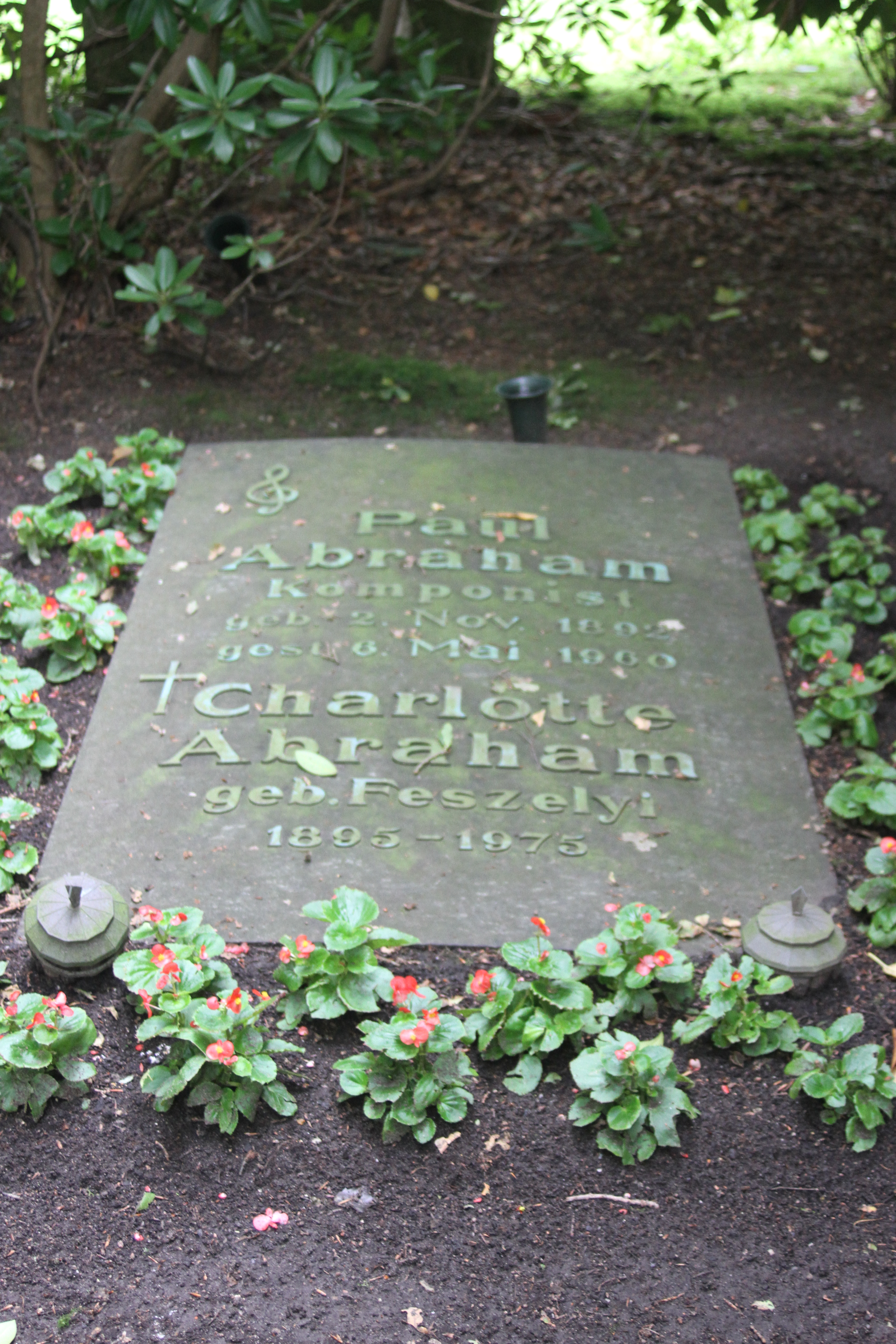
Grabstein von Paul Abraham auf dem Friedhof Ohlsdorf

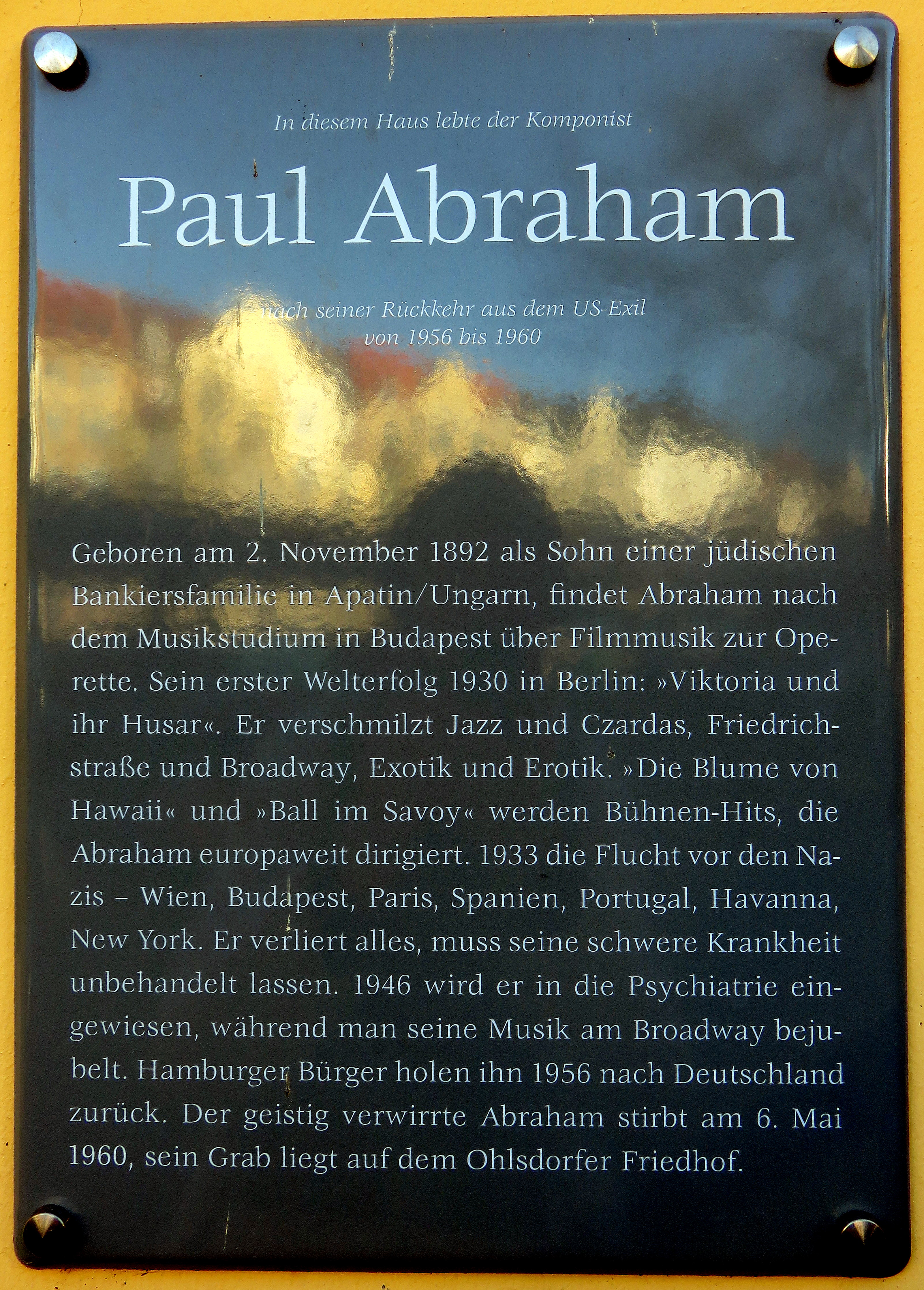
Gedenktafel (mit Spiegelung der Isestraße)

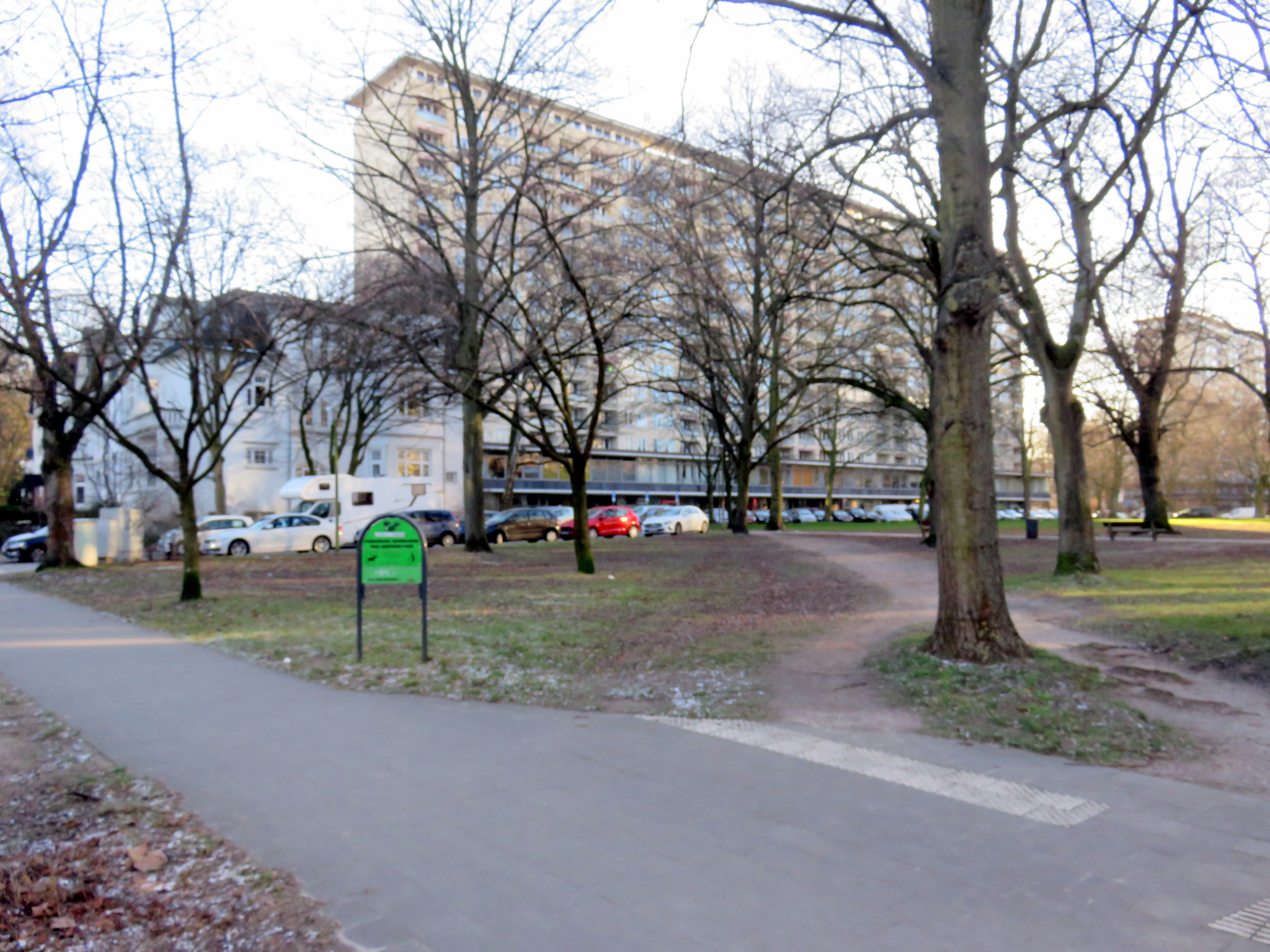
”Paul-Abraham-Park”

Abraham wurde in der donauschwäbischen, deutschsprachigen Gemeinde Apatin in der Batschka (damals Ungarn) als Sohn des jüdischen Kaufmanns Jakab Abraham und dessen Frau Flora Blau (Ábrahám Jakab, Blau Flóra) geboren. In Budapest studierte er an der Königlich-Ungarischen Musikakademie bei Victor von Herzfeld Komposition (von 1913 bis 1917). Während des Studiums entstanden erste Kompositionen, die im großen Musiksaal der Akademie aufgeführt wurden. Es handelte sich um eine ungarische Serenade, ein Cellokonzert und ein Streichquartett (alle 1915). „Verwegene Bankgeschäfte“ haben ihn, wie er später selbst erzählte, Anfang 1924 als Bankrotteur ins Gefängnis gebracht. Er saß sechs Wochen in Untersuchungshaft und musste nach Prozess und Berufung einem Kläger seine Schulden sowie die Prozesskosten zurückbezahlen. Abraham arbeitete dann als Angestellter und dirigierte nebenbei in Cafés und Jazzkellern kleine Ensembles. 1927 wurde Abraham Kapellmeister am Budapester Hauptstädtischen Operettentheater, wo er in der Folge mit vier Liedern für die Operette Zenebona Aufsehen erregte. Im Frühjahr 1929 hatte er die musikalische Leitung bei der ungarischen Erstaufführung der Operette Riviera-Express von Géza Herczeg und Robert Katscher. Der Gatte des Fräuleins war dann sein erstes eigenes Musiktheaterstück. 1930 wurde in Budapest die Operette Viktória erfolgreich uraufgeführt. Zeitgleich wurde er in Deutschland mit einem Lied aus Der Gatte des Fräuleins bekannt. Dieses steuerte Paul Abraham dem ersten UFA-Tonfilm Melodie des Herzens bei. Unter dem Titel Bin kein Hauptmann, bin kein großes Tier, wurde die Komposition, gesungen von Willy Fritsch, zu einem riesigen Schallplattenerfolg.
Mit der Ausweitung seiner Popularität in Deutschland übersiedelte er nach Berlin. Dort wurde er Anfang der 1930er zum gefragtesten Komponisten seiner Zeit. Mit der überarbeiteten Operette Viktória (unter dem neuen Namen Viktoria und ihr Husar), der Blume von Hawaii und dem Ball im Savoy schuf er zusammen mit den Librettisten Alfred Grünwald und Fritz Löhner-Beda die erfolgreichsten musikalischen Bühnenstücke in ganz Europa. Durch seine modernen Kompositionen, in denen er traditionelle Elemente mit jazzigen Rhythmen kombinierte, galt er als der Erneuerer und Retter des etwas in die Jahre gekommenen Genres Operette. Gleichzeitig steuerte er die Musik zu zahlreichen Filmen aus Produktionen in Deutschland und im europäischen Ausland bei.

### Leben ab 1933
1933 endete dieser Höhenflug jäh durch die Machtergreifung der Nationalsozialisten. Abraham musste zurück nach Budapest gehen, seine Musik galt als „entartet“ und geriet in Deutschland in Vergessenheit. In Wien konnte er in den 1930ern noch die Operetten Märchen im Grand Hotel, Dschainah und Roxy und ihr Wunderteam herausbringen, dann musste er aufgrund der faschistischen Umtriebe, die auch Ungarn erreicht hatten, Budapest verlassen. Er flüchtete ohne seine Ehefrau nach Paris. 1940 kam er über Kuba nach New York, wo er aber nicht Fuß fassen konnte. Im „Mutterland des Jazz“ hatte an seinen Kompositionen niemand Interesse. Eine neue schöpferische Tätigkeit wurde zusätzlich durch eine verhängnisvolle Krankheit verhindert. 1946 dirigierte er geistesverwirrt auf der Madison Avenue den Verkehr und erregte auch durch andere Schübe von Geisteskrankheit Aufsehen. Er kam, an syphilitischer Meningoenzephalitis erkrankt, zunächst ins Bellevue Hospital in Manhattan, von dort aus in das Creedmoor Psychiatric Center in Queens.
1956 kehrte der Komponist – nachdem die Bundesrepublik mit den USA die Fragen der Ausreise des ungarischen Staatsbürgers geklärt hatte – auf Initiative eines maßgeblich von Walter Anatole Persich in Hamburg gegründeten Paul-Abraham-Komitees nach Deutschland zurück. Er wurde zunächst in der Psychiatrie der Universitätsklinik Hamburg-Eppendorf behandelt. Danach lebte er noch knapp vier Jahre mit seiner inzwischen aus der Volksrepublik Ungarn ausgereisten Ehefrau zusammen. 1960 starb er nach einer schweren Krebserkrankung und wurde auf dem Friedhof Ohlsdorf beigesetzt.
Bis zu seinem Tode war Abraham weiter der Überzeugung, in New York zu leben und bald wieder einen großen Kompositionserfolg landen zu können.
1967 wurde die Abrahamstraße in Hamburg-Rahlstedt nach Paul Abraham benannt. An der Fassade Klosterallee 80 in Hamburg-Harvestehude befindet sich eine Gedenktafel für Paul Abrahams dortigen Wohnaufenthalt 1956-1960. Seit 2019 heißt ein Teil der Parkanlage Grindelberg in Hamburg-Harvestehude offiziell „Paul-Abraham-Park“.

## Rekonstruktion der Originalfassungen der Operetten
Seit 2013 erleben die Operetten Paul Abrahams in Deutschland eine Renaissance. In der Folge einer Inszenierung von Ball im Savoy an der Komischen Oper Berlin, die vom Intendanten Barrie Kosky selbst besorgt wurde, finden an deutschen Bühnen vermehrt Inszenierungen von Paul-Abraham-Operetten statt, darunter auch 2014 die deutsche Erstaufführung der Fußball-Operette Roxy und ihr Wunderteam an der Oper Dortmund, der 2017 eine weitere Inszenierung am Theater Augsburg folgte. Die Operette Märchen im Grand-Hotel (Uraufführung 1934 in Wien) erklang 2017 in der Komischen Oper Berlin als konzertante Aufführung erstmals in Deutschland. Am Staatstheater Mainz wurde diese Operette dann 2018 auch erstmals in Deutschland szenisch aufgeführt. Weitere Komplettinszenierungen folgten 2019 an der Staatsoper Hannover und am Staatstheater Meiningen, 2021 am Staatstheater Nürnberg. Im Dezember 2019 schließlich gab es an der Komischen Oper Berlin die deutsche Erstaufführung von Dschainah, das Mädchen aus dem Tanzhaus (Uraufführung 1935 in Wien) in konzertanter Fassung.
Basis und Voraussetzung für diese Renaissance sind die neuen, sogenannten „Bühnenpraktischen Rekonstruktionen“ der Partituren der Abraham-Operetten von Henning Hagedorn und Matthias Grimminger. Nach der Wiederentdeckung der verloren geglaubten Originalpartituren eines Großteils der Operetten erarbeiten Hagedorn und Grimminger in Zusammenarbeit mit den Verlagen Josef Weinberger und Musik und Bühne Notenausgaben mit dem Ziel, das für die Entstehungszeit der Operetten typische Klang- und Aufführungserlebnis mit den Mitteln eines heutigen Theaterorchesters wieder erlebbar zu machen.

## Biografische Arbeiten
Auch am wechselhaften Leben Abrahams ist in den letzten Jahren neues Interesse erwacht. 2008 schuf János S. Darvas 2008 unter dem Titel Bin nur ein Jonny eine einstündige TV-Dokumentation über Paul Abraham für den deutsch-französischen Sender Arte. 2014 legte der Publizist Klaus Waller die international erste Biographie des Komponisten vor: Paul Abraham. Der tragische König der Operette (Neuausgabe 2021: Paul Abraham. Der tragische König der Jazz-Operette). 2015 brachten die Hamburger Kammerspiele in Kooperation mit den Kammerspielen Magdeburg das biographische Theaterstück Abraham von Dirk Heidecke heraus, das inzwischen in vielen Städten aufgeführt wurde und weiterhin mit Jörg Schüttauf in der Titelrolle auf Tournee geht. Im Jahr 2019 inszenierte auch das Kleine Theater in Bad Godesberg dieses biographische Zwei-Personen-Stück. Das Theater Trier führte im Juni 2022 ein weiteres biografisches Stück über Paul Abraham auf: „… und im Aug’ die falsche Träne“ von Rainer Nolden. 2023 veröffentlichte Karin Meesmann, die vorher über Paul Abraham promoviert hatte (Universität Tübingen 2021), mit dem illustrierten Buch Pál Ábrahám. Zwischen Filmmusik und Jazzoperette (Hollitzer Verlag) das Ergebnis jahrelanger musikwissenschaftlicher Forschung.

## Werke (Auswahl)
- Zenebona, Operette in 3 Akten (zusammen mit anderen Komponisten). Uraufführung 2. März 1928 Budapest, Fővárosi Operettszínház. Libretto: László Lakatos, István Bródy. Das Werk wurde in der deutschen Fassung unter dem Titel Spektakel. Ein Durcheinander mit viel Jazzmusik in einer Bearbeitung von Hans Adler und Paul Frank erstmals am 3. Oktober 1928 im Johann-Strauß-Theater in Wien aufgeführt.[16][17] Max Willenz, Richard Waldemar, Hella Kürty, Lizzi Natzler, Leo Straßberg, Kurt Schütt, Marianne Kupfer und Mizzi Zwerenz spielten in den Hauptrollen.[17][18] Für das Konzept wichtig waren die original-amerikanischen Nummern, komponiert von Songwritern wie Gus Kahn, Harry Akst, Lew Brown, Ray Henderson und Buddy DeSylva.[19]
- Az utolsó Verebély lány, Operette in 3 Akten. (Das letzte Verebély-Mädchen). Libretto: Imre Harmath, Gábor Drégel. Uraufführung 13. Oktober 1928 (auch u.d. Titel Az elsö Verebély lány).
  - Der Gatte des Fräuleins, deutsche Fassung von Az utolsó Verebély lány von Arthur Rebner und Rudolf Lothar. Erstaufführung 24. September 1930, Leipzig.
- Szeretem a felségem (Ich liebe meine Frau). Libretto: André Birabeau, Georges Dolley (nach: Stella Adorján). Uraufführung 15. Juni 1929 Budapest, Magyar Színház.
- Viktória, Operette in 3 Akten und einem Vorspiel. Uraufführung 21. Februar 1930 Budapest, Hauptstädtisches Operettentheater. Libretto: Imre Földes, Imre Harmath.
  - Viktoria und ihr Husar, deutsche Fassung von Viktória von Alfred Grünwald und Fritz Löhner-Beda. Erstaufführung am 7. Juli 1930 Leipzig, Neues Theater.
- Die Blume von Hawaii, Operette in 3 Akten. Uraufführung 24. Juli 1931 Leipzig, Neues Theater. Libretto: Alfred Grünwald und Fritz Löhner-Beda, nach Imre Földes.
- Ball im Savoy, Operette in 3 Akten und einem Vorspiel. Uraufführung 23. Dezember 1932 Berlin, Großes Schauspielhaus. Libretto: Alfred Grünwald und Fritz Löhner-Beda.
  - Ball At The Savoy, englische Fassung von Ball im Savoy. Erstaufführung 8. September 1933 London, Drury Lane Theatre.
- Märchen im Grand Hotel, Lustspieloperette in 3 Akten. Uraufführung 29. März 1934 Wien, Theater an der Wien. Libretto: Alfred Grünwald und Fritz Löhner-Beda.
- Viki, Musikkomödie in 3 Akten. Libretto: Imre Harmath, Bónyi Adorján. Uraufführung 26. Januar 1935 Budapest, Magyar Színház.
- Történnek még csodák (Es geschehen noch Wunder), Musikkomödie in 3 Akten. Libretto: Imre Harmath, István Békeffy. Uraufführung 20. April 1935 Budapest, Magyar Színház.
- Dschainah, das Mädchen aus dem Tanzhaus, Operette in 3 Akten. Uraufführung 21. Dezember 1935 Wien, Theater an der Wien. Libretto: Alfred Grünwald und Fritz Löhner-Beda (Auftragsarbeit von Julius Meinl II. für seine Frau Michiko Meinl)[20]
- 3:1 a szerelem javára, Operette in 2 Akten. Libretto: Imre Harmath, Dezső Kellér, László Szilágyi. Uraufführung 18. Dezember 1936 Budapest, Király Színház.
  - Roxy und ihr Wunderteam (Musikalischer Fußballschwank), deutsche Fassung von 3:1 a szerelem javára (von Hans Weigel und Alfred Grünwald). Erstaufführung bei Anwesenheit der österreichischen Fußballnationalmannschaft am 25. März 1937, Theater an der Wien.
- Julia, Operette in 2 Teilen und einem Nachspiel. Libretto: Imre Földes, Imre Harmath. Uraufführung 23. Dezember 1937 Budapest, Városi Színház; dt. Fassung von Georg Kövary.
- A Fehér hattyú (Der weiße Schwan), Operette in 3 Akten. Libretto: Imre Földes, Imre Harmath. Uraufführung 23. Dezember 1938 Budapest, Városi Színház.
- Tambourin, Musical in 2 Teilen (niemals aufgeführt). Libretto: Alfred Grünwald.
- Wintermelodie, Musical in 2 Teilen von Henryk Roberts (nach: Ladislaus Fodors „Wiegenlied“). Musikalische Bearbeitung und Gesangstexte: Günther Leopold (Pasticcio mit Melodien aus „Zenebona“, „Der Gatte des Fräuleins“ und „Es geschehen noch Wunder“). Uraufführung 18. Februar 1978 Salzburg Landestheater.
- Abraham, Zweipersonenstück von Dirk Heidicke mit Musik von Paul Abraham. Uraufführung 2015 in Magdeburg und Hamburg.

## Verfilmungen
- Viktoria und ihr Husar, D 1931 mit Friedel Schuster, Michael Bohnen, Iván Petrovich, Regie Richard Oswald.
- Die Blume von Hawaii, D 1932/33 mit Marta Eggerth, Iván Petrovich, Regie Richard Oswald.
- Ball im Savoy, A 1934 mit Felix Bressart, Rosy Barsony, Willy Stettner, Gitta Alpár, Hans Jaray, Regie Victor Hanbury.
- Dschainah, das Mädchen aus dem Tanzhaus, A 1935 mit Rosy Barsony, Michiko Tanaka, Fritz Steiner, Maria Waldner, Regie Vilmos Gyimes.
- 3:1 a szerelem javára (ung. Fassung von Roxy und ihr Wunderteam), HU 1937, mit Rosy Barsony, Oskar Dénes, Hans Holt, Regie Johann von Vásáry.
- Roxy und ihr Wunderteam, A 1938 mit Rosy Barsony, Oskar Dénes, Hans Holt, Regie Johann von Vásáry.
- Blume von Hawaii, D 1953 mit William Stelling, Maria Litto, Ursula Justin, Paul Westermeier, Rudolf Platte, Lonny Kellner und Bruce Low, Regie Géza von Cziffra.
- Viktoria und ihr Husar, D 1954 mit Gretl Fröhlich, Grethe Weiser, Eva Bartok, Rudolf Forster, Leonard Steckel, Georg Thomalla, Regie Rudolf Schündler.
- Ball im Savoy, D 1955 mit Nadja Tiller und Rudolf Prack, Peter W. Staub, Eva-Ingeborg Scholz, Rudolf Platte, Regie Paul Martin.
- Viktoria und ihr Husar, D 1965 (ZDF-Produktion) mit Margit Schramm, Johannes Heesters und Rudolf Schock, Regie Kurt Pscherer.
- Ball im Savoy, D 1971 (ZDF-Produktion) mit Christiane Schröder, Grit Boettcher und Theo Lingen, Regie Eugen York.

## Filmografie
- 1929: Melodie des Herzens
- 1930: Die singende Stadt
- 1931: Die Privatsekretärin, D 1931. Englische Version: Sunshine Susie/The Office Girl, GB 1931, französische Version: Dactylo
- 1932: Ein bisschen Liebe für Dich (Zwei glückliche Herzen), D 1932. Französische Version: Monsieur, Madame et Bibi
- 1932: Zigeuner der Nacht
- 1932: Coeurs joyeux
- 1932: Glück über Nacht
- 1932: Yes, Mister Brown
- 1932: Das Blaue vom Himmel
- 1933: Rakoczy-Marasch (Rákóczi induló)
- 1934: Dactylo se marie (Fortsetzung von Dactylo)
- 1934: Lila akác
- 1935: Antonia, romance hongroise
- 1935: Bretter, die die Welt bedeuten
- 1935: Tagebuch der Geliebten
- 1936: Családi pótlék
- 1936: Mai lányok
- 1937: Hotel Kikelet
- 1937: Pesti mese
- 1937: Viki
- 1938: Die entführte Braut
- 1938: Úri világ
- 1940: Serenade (Sérénade)
- 1943: It Happened in Odessa
- 1943/1946: Holiday in Mexico

## Rezeption
- Bin nur ein Jonny. Der Operettenkomponist Paul Abraham – Ein Film von János S. Darvas – Arte/WDR 2008, 60 Minuten „Arte feiert Abrahams ewigen Ball im Savoy“, Die Welt